# Coccolia
Coccolia (La Cuclì in romagnolo) è una frazione del comune di Ravenna, appartenente alla circoscrizione di Roncalceci. Gli abitanti sono 425.
L'abitato si configura come un paese a sviluppo lineare articolato principalmente sulla statale 67 Tosco-Romagnola (la via Ravegnana) tra le città di Ravenna e Forlì ed è situato in prossimità del confine col comune della stessa Forlì. Lo sviluppo del paese avviene su uno dei due argini del fiume Montone, pertanto Coccolia ha tutte le case orientate sullo stesso lato della strada, a eccezione di un solo edificio, che un tempo era la stazione di fermata del Tramway.

## Storia
Il nome Coccolia è probabilmente una derivazione del termine latino medievale acola che indica una conca paludosa. Il termine Coccolia è attestato con scarse variazioni fin dal 1098: Caucolia, Caucholia, Cocoliae.
In epoca medievale era un piccolo conglomerato di case che sorgeva sulla via Ravegnana in quella che all'epoca era aperta campagna. Tuttavia la zona ha una particolare importanza, perché qui sfocia il canale di Ravaldino, canale artificiale esistente dal 1050, per il quale si usa l'acqua del Rabbi e che confluisce in questa zona nel fiume Montone. Pertanto nel punto di immissione del canale sorge precocemente un grande mulino (nel parlato locale viene usata la variante del termine, molino).
Nel 1371 risulta una villa con tre focolari e nel 1669 è registrato che il cardinale Capponi fa costruire un ponte di legno sul Montone.
Durante il passaggio delle truppe napoleoniche i soldati si fermano nella zona, acquartierandosi nella villa Pasolini Dall'Onda, causando svariati danni.

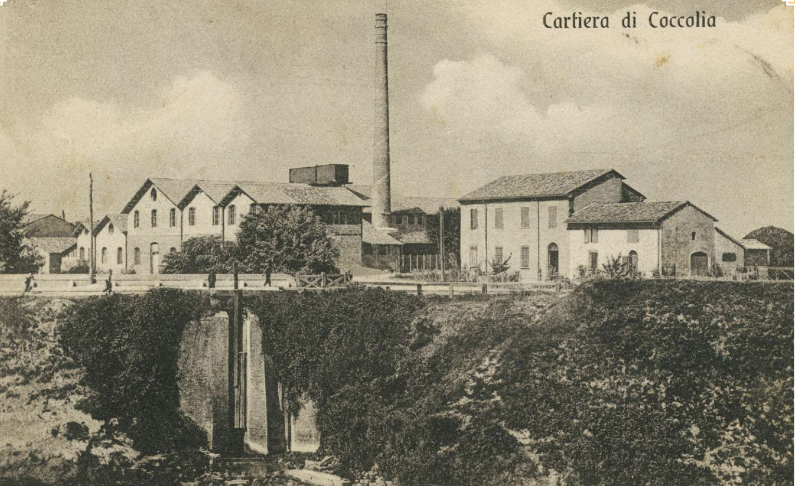
Cartiera di Coccolia

Lo sviluppo urbano più consistente avviene probabilmente attorno al molino, in particolare con la crescita registrata in questa zona a fine Ottocento, tanto che nascono molte attività accessorie, non più esistenti, ma testimoniate dai nomi delle vie: via dei Calzolai, via dei Carrettieri, via dei Carradori. Fino al 1913 annessa al molino esisteva anche una cartiera.

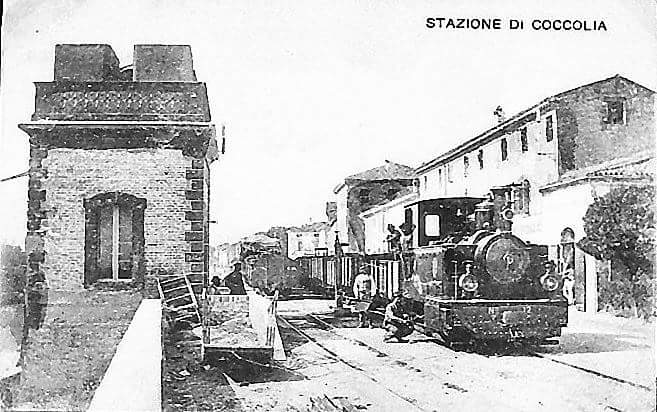
Stazione di Coccolia sulla linea del Tramway Forlì-Ravenna

Fra il 1883 e il 1929 a Coccolia era presente una fermata della tranvia Forlì-Ravenna che percorreva l'argine sinistro del fiume Ronco e rappresentò all'epoca un importante strumento di sviluppo economico della zona.
Negli anni '80 dell'Ottocento Maria Ponti, moglie del conte Pier Desiderio Pasolini dall’Onda, istituisce presso la tenuta dei Pasolini dall'Onda di Coccolia una scuola di pizzi e merletti, gratuita e rivolta alle ragazze delle famiglie dei braccianti, che potevano frequentarla dopo aver svolto i lavori domestici. La contessa è una figura di spicco nell'impegno a favore delle donne, soprattutto nel campo dell'istruzione.
Nel 1849 Giuseppe Garibaldi, che di nascosto dai carabinieri pontifici si stava recando a Forlì, è costretto, per la rottura del biroccino su cui viaggiava, a pernottare a Coccolia presso un amico, Ermenegildo Focaccia, che precedentemente aveva distratto i carabinieri invitandoli a bere in un'osteria della borgata.
Originari di Coccolia sono Guido Bianchi (1912 – 1994) e Rino Cortesi (1905 – 1977) rispettivamente musicista e paroliere di alcune fra le più famose cante romagnole che dedicano alla città il brano La mi Cuclì.
La zona è stata particolarmente colpita dall'alluvione del 2023, che ha causato danni ingenti.

## Luoghi d'interesse

### Chiesa dell'Immacolata Concezione
La parrocchia (intitolata all'Immacolata Concezione) appartiene al vicariato ravennate della diocesi di Forlì-Bertinoro.
La chiesa, che ha un passato antico, attraversa un periodo di decadenza che porta alla necessità di un ripristino nel 1864. Nel tempo ha avuto vari interventi di restauro, cambiando anche colorazione della facciata.

### Ville

#### Villa Pasolini Dall'Onda

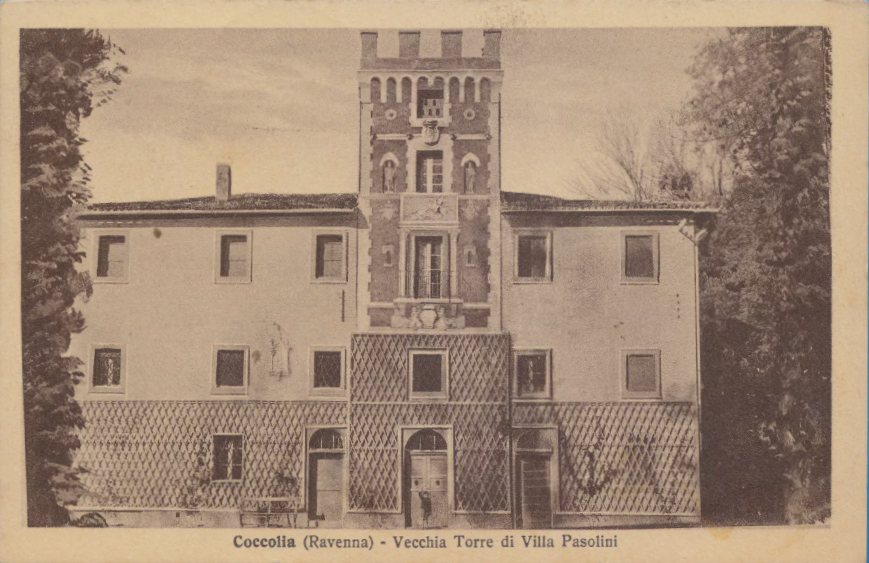
Coccolia Villa Pasolini Dall'Onda cartolina d'epoca

La villa si trova in una proprietà che appartiene alla famiglia Pasolini Dall'Onda fin dal XIV secolo. All'inizio doveva consistere in alcuni edifici semplici di cui resta testimonianza nella struttura della torre e probabilmente la tenuta serviva alla famiglia come fornitura di legname e come territorio di caccia.
A inizio Ottocento gli edifici subiscono una totale ristrutturazione, perché la famiglia decide di fare di questa zona una residenza estiva dove ricevere amici da Inghilterra, Francia e Stati Uniti, interessati a passare tempo in una zona di campagna, ma anche a visitare la vicina Ravenna. Fra essi anche la celebre scrittrice Vernon Lee. La famiglia amava particolarmente le passeggiate a cavallo e la posizione della villa era ottima per raggiungere la pineta e la spiaggia. Nella villa è presente una grande scuderia per i cavalli. L'interno è decorato da Romolo (1809-1872) e Tancredi Liverani (1837-1890), padre e figlio, pittori faentini specializzati nelle decorazioni dei teatri: notevole è il salone con dipinti a trompe l'oeil che simulano tende aperte su vedute paesaggistiche. Nella villa si trova anche una limonaia e un parco ricco di specie vegetali con filari di tigli che incorniciano boschetti e prati. La villa continua comunque a essere associata alla produzione agricola.

#### Villa Conte Della Torre

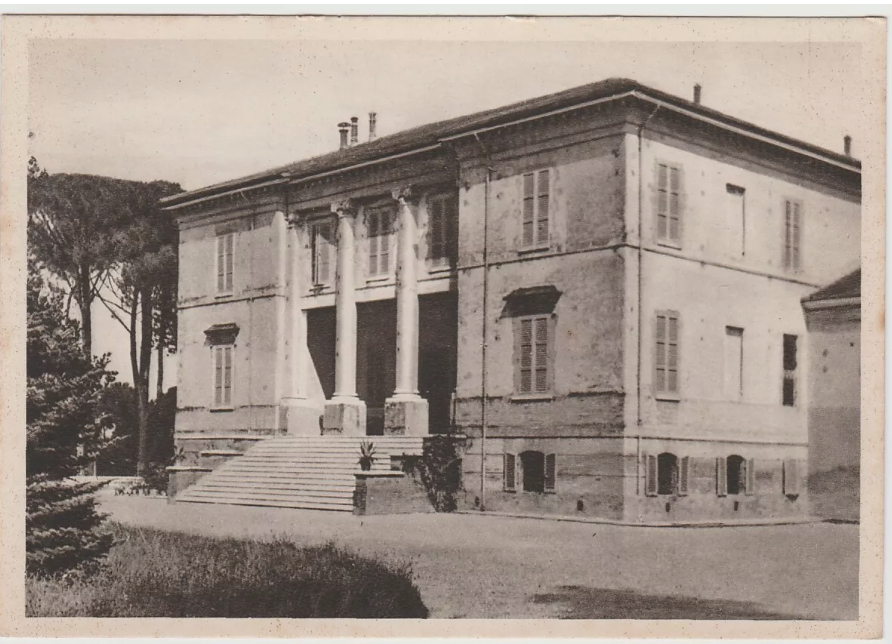
Villa Conte della Torre (Coccolia, Ravenna), cartolina d'epoca

La villa si trova vicino all'argine destro del Fiume Montone (quindi dall'altra parte del ponte rispetto al nucleo centrale di Coccolia). L'edificio è stato progettato dall'architetto Carlo Arrigoni (1769-1857) per la dimora della propria famiglia. Nel 1857 viene acquisita dai conti Della Torre (o Dalla Torre). L'impianto di solidità classica è articolato con un pregevole pronao ionico in facciata, che colloca l'ingresso alla fine di un'alta scalinata.
Il parco della villa, composto in maggioranza di lecci, ma anche di altre varietà di piante sempreverdi abeti, faggi, cedri, sequoie e magnolie, dal 1967 è tutelato dai Beni Culturali come bene paesaggistico.
I terreni sono tuttora a sfruttamento agricolo, secondo moderne pratiche di coltivazione.

### Ex scuole elementari e monumento ai caduti
Di fronte alle ex scuole elementari si trova un parco con un monumento ai caduti della Prima Guerra Mondiale inaugurato il 14 maggio 1922. In basso sono stati aggiunti due nomi di persone uccise nel 1944 da nazifascisti. Il monumento è un obelisco in pietra con iscrizioni e simboli con il fascio littorio e palma della vittoria con festoni. Nonostante i nomi siano quelli di tutti i caduti, la dedica cita esplicitamente i mazziniani come committenti dell'opera.

## Economia
Il molino esiste ancora grazie alla famiglia Spadoni che lo acquista nel 1923 e ne amplia notevolmente la produzione. Altra azienda a conduzione familiare che si è espansa nel tempo è la ditta De Angelis che produce macchine agricole dal 1900. La frazione è dotata di una farmacia storica della famiglia Boattini (esiste dal 1844 e nel 2023 è diventata Bottega Storica) e di un ufficio postale aperto nel 1900.

## Sport
Nella stagione 2022-23 e 2023-24 la frazione ha avuto una squadra di calcio a 11.